# Party Girl (canção)
"Party Girl" é uma canção da banda britânica McFly. Foi lançada em setembro de 2010, nos formatos download digital e CD single, como o primeiro single do quinto álbum da banda, Above the Noise.

## Precedentes
Os integrantes do McFly viajaram para Atlanta, Estados Unidos, para trabalhar em parceria com o produtor musical Dallas Austin. A inspiração para a composição da canção surgiu de uma garota que encontraram em uma boate de Atlanta.
Antes do título da canção ter sido divulgado, o videoclipe do single já tinha sido gravado. Em 8 de julho de 2010, os apresentadores do programa de rádio britânico In:Demand, Alex James e Lucy Horobin, divulgaram em sua conta no Twitter que "Party Girl" seria lançado em setembro de 2010 e que tinha sido produzida por Dallas. No dia seguinte, os membros da banda confirmaram o título do single. Uma preview da canção foi liberada durante o programa de Fearne Cotton na BBC Radio 1, em 14 de julho de 2010. Mais tarde, no mesmo dia, a versão completa foi tocada no In:Demand.

## Divulgação
O single foi apresentado ao vivo pela primeira vez em 31 de julho de 2010, no In:Demand. Em 14 de agosto de 2010, a banda esteve no programa de televisão britânico Magic Numbers, do canal ITV, novamente apresentando "Party Girl". Eles também participaram da final do programa Britain's Got Talent, realizada em 4 de outubro de 2010.

## Formatos e faixas
| CD single |                            |         |  |
| N.º       | Título                     | Duração |  |
| 1.        | "Party Girl"               | 3:14    |  |
| 2.        | "Sunny Side of the Street" | 3:20    |  |

| Single digital |                                      |         |  |
| N.º            | Título                               | Duração |  |
| 1.             | "Party Girl"                         | 3:14    |  |
| 2.             | "Party Girl" (Danny Jones Remix)     | 3:52    |  |
| 3.             | "Party Girl" (Doman & Gooding Remix) | 5:27    |  |
| 4.             | "Behind the Noise" (vídeo)           | 4:12    |  |

| Maxi CD |                                      |         |  |
| N.º     | Título                               | Duração |  |
| 1.      | "Party Girl"                         | 3:14    |  |
| 2.      | "Hotel on a Hill"                    | 1:26    |  |
| 3.      | "Party Girl" (Danny Jones Remix)     | 3:52    |  |
| 4.      | "Party Girl" (Doman & Gooding Remix) | 5:27    |  |

| 7" vinil |              |         |  |
| N.º      | Título       | Duração |  |
| 1.       | "Party Girl" | 3:14    |  |

## Videoclipe
McFly gravou um filme de 30 minutos de duração intitulado "Nowhere Left to Run", com temática de vampiros e no qual o baterista Harry Judd é o personagem principal, que foi exibido pela primeira vez em 15 de outubro. O videoclipe oficial de "Party Girl" foi feito com trechos desse filme, além de cortes para cenas da banda apresentando a canção, e estreou em 19 de agosto de 2010, no MSN. Em 3 de setembro, a banda postou em seu canal oficial no Youtube uma versão censurada do vídeo, que havia sido cortada para que pudesse ser exibida na televisão.

## Recepção da crítica
Nick Levine, da Digital Spy, descreveu "Party Girl" como "uma deliciosa mistura de sintetizadores e riffs de guitarra" e disse que a banda "soa completamente revigorada", enquanto o jornal The Sun a chamou de um "R&B futurista". Dan Wootton, do News of the World, disse que ela é "muito Gagaresca", completando que o McFly está fazendo "um grande retorno ao pop". No Daily Star, Natalie Edwards também comparou o single como a música de Lady Gaga, escrevendo, "o resultado é uma imensa pista de dança, cheia de 'Ooh-oohs' do tipo 'Bad Romance'".

## Paradas musicais
| Parada (2010)       | Melhor posição |
| ------------------- | -------------- |
| European Hot 100    | 20             |
| Irish Singles Chart | 31             |
| UK Singles Chart    | 6              |

## Histórico de lançamento
| País        | Data                  | Formato                | Gravadora      |
| ----------- | --------------------- | ---------------------- | -------------- |
| Irlanda     | 2 de setembro de 2010 | Download digital       | Island Records |
| Reino Unido | 5 de setembro de 2010 | Download digital       | Island Records |
| Reino Unido | 6 de setembro de 2010 | CD single, Maxi CD, 7" | Island Records |